# Joe E. Brown

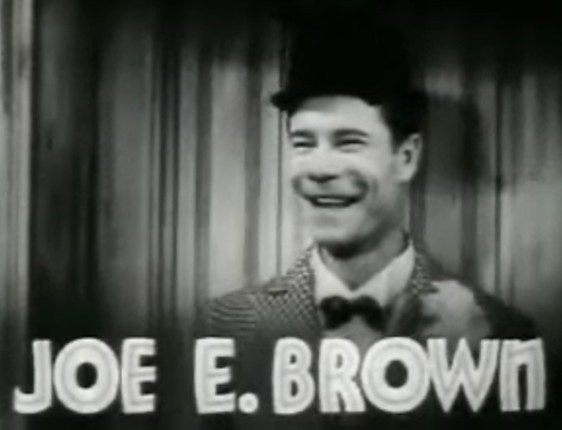

Joe E. Brown (născut Joseph Evans Brown la 28 iulie 1892 – d. 6 iulie 1973) a fost un actor american de film.

## Filmografie
- Unora le place jazz-ul (1959)